# Vagner Antônio Brandalise
Vagner Antônio Brandalise, genannt Vagner, (* 24. August 1989 in Bom Sucesso do Sul) ist ein brasilianischer Fußballspieler. Er spielt auf der Position eines Torwarts.

## Karriere
Vagner begann mit dem Fußballspiel im Nachwuchsbereich des Paulista FC. Hier gelang ihm 2009 der Sprung in den Profikader. In der Staatsmeisterschaft von São Paulo 2009 im Heimspiel gegen Guaratinguetá Futebol betritt er am 1. Februar sein erstes Spiel. In dem Turnier folgten noch zwei weitere Einsätze, weitere Berücksichtigungen erfolgten nicht. 2010 fand er sich in dem Wettbewerb zumindest als Reservespieler wieder im Kader. Im Zuge des Gewinns des Staatspokal von São Paulo 2010 hütete er zehn Mal das Tor. 2011 wurde Vagner zunächst an den Vila Nova FC, zehn Spiele in der Staatsmeisterschaft von Minas Gerais und im Anschluss an den Criciúma EC ausgeliehen. Die zweite Leihe wurde befristet bis zum 30. November. Mit dem Klub spielte er erstmals in der zweiten Liga Brasiliens. In der Série B 2011 war Vagner nur Reservespieler. Er saß sechs Mal auf der Reservebank, stand ein Mal in der Anfangsformation und wurde ein Mal eingewechselt. 2012 war er Stammtorhüter bei Paulista in 19 Spielen in der Staatsmeisterschaft und zweien im Copa do Brasil 2012.
Zur Saison 2013 wechselte Vagner zum Ituano FC. Er blieb hier bis zum Ende der Staatsmeisterschaft 2014, in welcher in den Finalspielen der FC Santos geschlagen werden konnte (1:0, 1:0). Zur Austragung der Meisterschaftsrunde nahm ihn der Tombense FC unter Vertrag, welcher ihn sofort an den Avaí FC auslieh. Der Klub erwarb 65 % der wirtschaftlichen Rechte. In der Série B 2014 erreichte er mit dem Klub den vierten Platz und damit den Aufstieg in die Série A 2015 (36 von 38 mögliche Spiele). In der obersten Spielklasse Brasiliens gab er am 10. Mai 2015 im Heimspiel gegen den FC Santos seinen Einstand. Aaví erhielt in der Meisterschaft die meisten Gegentore und musste als 17. direkt wieder absteigen. Vagner machte diesen sportlichen Abstieg nicht mit.
Im Dezember 2015 nahm er ein Angebot des SE São Paulo an. Der Kontrakt erhielt eine Laufzeit bis zum 31. Dezember 2019. Bei dem Klub musste er sich zunächst hinter Fernando Prass einordnen. Nachdem dieser für den Olympiakader 2016 abgestellt worden war und sich in einem Vorbereitungsspiel verletzt hatte, erhielt Vagner die Chance sich zu etablieren. Nachdem er in drei Ligaspielen Schwächen gezeigt hatte, wurde er durch Jailson ersetzt und kam nur noch ein Mal im Achtelfinalrückspiel des Copa do Brasil 2016 gegen den Botafogo FC (PB) zum Einsatz. Am 11. Dezember feierte Vagner mit Palmeiras deren neunten Meistertitel. Danach trat er nicht mehr für den Klub an, sondern wurde bis Vertragsende ausgeliehen. Im Januar 2017 ging er zum Mirassol FC und im Mai zum Guarani FC. Zum Jahresanfang 2018 kehrte Vagner bis zum Ende der Staatsmeisterschaft zu Ituano zurück. Die Série B 2018 verbrachte er beim Londrina EC. 2019 ging es dann zunächst zu Grêmio Novorizontino und für die Série A 2019 zu Chapecoense.
Obwohl Vagner nur zwei Spiele im Copa do Brasil 2019 bestritt, erhielt von dem Klub im Januar 2020 einen festen Kontrakt. Der Kontrakt erhielt eine Laufzeit bis Jahresende. Nachdem die Saison aufgrund der COVID-19-Pandemie verschoben worden war, erhielt Vagner eine Vertragsverlängerung, zunächst bis zum Ende der Série B 2020 am 31. Januar 2021. In der Série B wurde Chapecoense Meister und qualifizierte sich für die Série A 2021. Im Zuge des Gewinns des Meistertitels saß er nur zwei Mal auf der Bank und bestritt keine Spiele. Vagner blieb Jahresende 2022 bei dem Klub. Zur Saison 2023 ging der Spieler zum unterklassigen Náutico Capibaribe. Hier bestritt er wieder mehr Spiele und erhielt im Mai 2023 eine Verlängerung bis Jahresende 2024. Im Juli 2024 wechselte Vagner nach Paraguay zum Tacuary Football Club. In der Primera División gab er am 20. Juli im Treffen auf den Club Libertad sein Debüt.
Bereits im November ging Vagner wieder in seine Heimat, wo er einen Kontrakt beim Capital CF aus Paranoá erhielt.

## Erfolge
Paulista
- Staatspokal von São Paulo: 2010

Ituano
- Staatsmeisterschaft von São Paulo: 2014

Palmeiras
- Campeonato Brasileiro de Futebol: 2016

Chapecoense
- Série B: 2020